# Louis-Claude Vassé
Louis-Claude Vassé, né à Paris en 1717, et mort dans cette même ville le 30 novembre 1772, est un sculpteur et dessinateur français.

## Biographie
Il est le fils d'Antoine François Vassé, sculpteur, et de Marie Germaine Labbé. Ses sœurs épousent des architectes: Claude Elisabeth Vasse se marie avec Claude Bacarit, Marie Françoise Vassé s'unit à Pierre Henri Martin dit de Saint-Martin.
Il se marie avec Marie Huel Delepine  (une fois veuve elle se remarie avec Gabriel François Dageville, « chargé près du roi des affaires du prince régnant de Nassau-Saarbruck »). De leur union naissent trois enfants:
- Adélaïde Jeanne Vassé qui reste célibataire et meurt en 1823
- Constance Félicité Victoire Désirée Vassé de Bonrecueil qui épouse Antoine-Joseph Raup de Baptestin de Moulières (1747-1827), chef de division au ministère de l'Intérieur
- Louis Vassé étudiant en architecture au moment de son décès à 26 ans en 1785

Élève de son père et d'Edme Bouchardon, Vassé obtint le premier prix de sculpture de l'Académie royale de peinture et de sculpture en 1739. Agréé par l'Académie en 1748, il y fut reçu en 1751. En 1758, il est nommé adjoint à professeur, puis professeur en 1761. À la mort de Bouchardon, en 1762, il obtint également le poste de dessinateur de l'Académie des inscriptions et belles-lettres.
Il a travaillé pour la marquise de Pompadour dans les années 1750 en réalisant une statue d'une Laitière, destinée à la laiterie du château de Crécy.

## Œuvres dans les collections publiques
Aux États-Unis

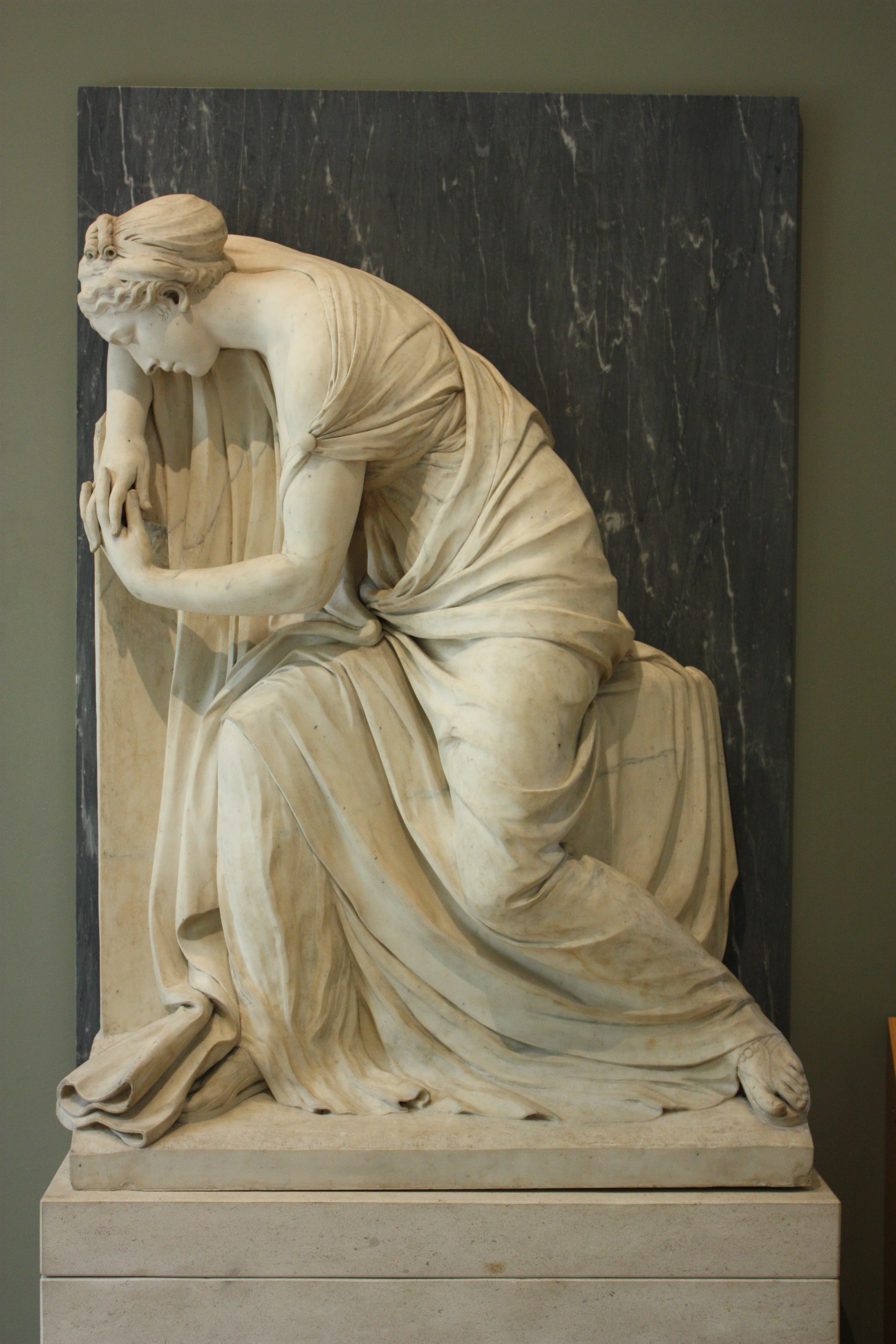
La Douleur, Paris, musée du Louvre.

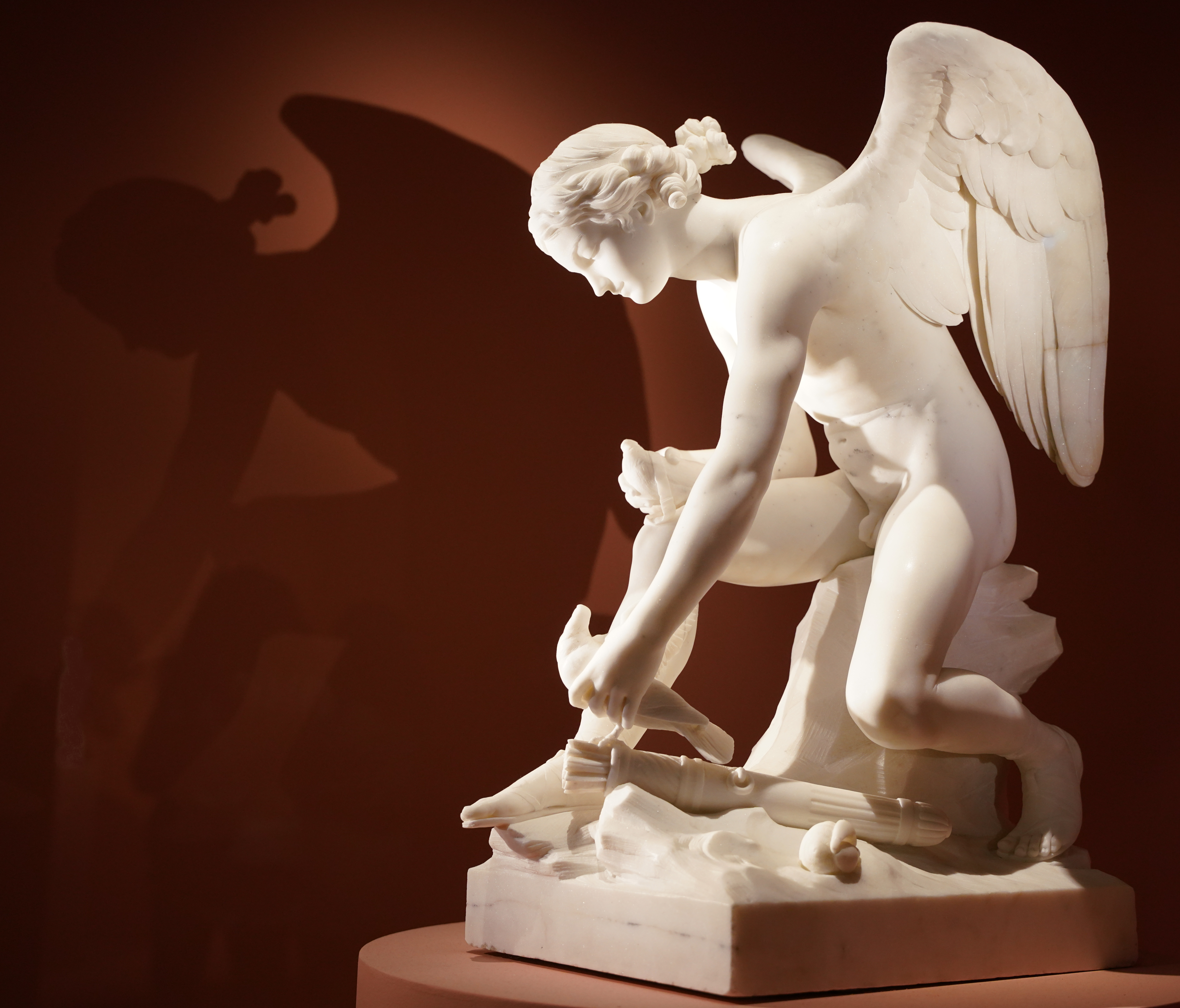
L'Amour assis sur le bord de la mer rassemblant les colombes du char de Vénus.

- New York, Metropolitan Museum of Art : Nymphe de Dampierre, statue en marbre[5].

En France
- Auxerre, cathédrale Saint-Étienne : Lapidation de saint Étienne, bas-relief en marbre.
- Lyon, musée des beaux-arts : Buste d'enfant, 1759, buste en marbre.
- Nancy, église Notre-Dame-de-Bonsecours : Mausolée de Stanislas Leszczynski, 1768, marbre et bronze, achevé par Félix Lecomte après la mort de Vassé.
- Paris :
  - École nationale supérieure des beaux-arts : Le Comte de Caylus, médaillon en marbre[6].
  - église Saint-Eustache : Médaillon funéraire de François Chevert, 1771, marbre.
  - musée du Louvre :
    - Berger endormi, 1751, statue en marbre[7] ;
    - Portrait de François Ier, 1756, buste en bronze[8] ;
    - La Comédie (1765), statue en marbre[9] ;
    - La Douleur, après 1771, bas-relief en marbre[10] ;
    - L'Amour assis sur le bord de la mer rassemblant les colombes du char de Vénus, 1755, groupe en marbre[11] ;
    - Portrait du Comte de Caylus, 1766, médaillon en bronze[12];
    - Vénus guidant les traits de l'Amour, 1755-1760.
- Troyes, musée des beaux-arts :
  - Charles Le Cointe, buste en marbre ;
  - François Girardon, buste en marbre ;
  - Pierre Mignard, buste en marbre ;
  - Jean Passerat, buste en marbre ;
  - Pierre Pithou, buste en marbre.

## Salons
Louis Claude Vassé expose au Salon de 1748 à 1771. Il y présente notamment les bustes de la série des Hommes illustres de Troyes, commandés par Pierre-Jean Grosley, et de nombreux portraits, dont celui du comte de Caylus. Parmi ses statues allégoriques et mythologiques, il propose au public la Nymphe de Dampierre ou encore La Comédie.
En 1771, lors de son dernier Salon, le sculpteur expose un dessin représentant le Monument funéraire de Stanislas Leszczynski, ainsi que la maquette du Tombeau du cœur de Marie Leszczynska pour l'église Notre-Dame-de-Bonsecours de Nancy.

## Élèves
- Louis-Antoine Bacari ;
- François Nicolas Delaistre ;
- Joseph Fernande ;
- Félix Lecomte ;
- Martin-Claude Monot.

## Galerie

Œuvres de Louis-Claude Vassé
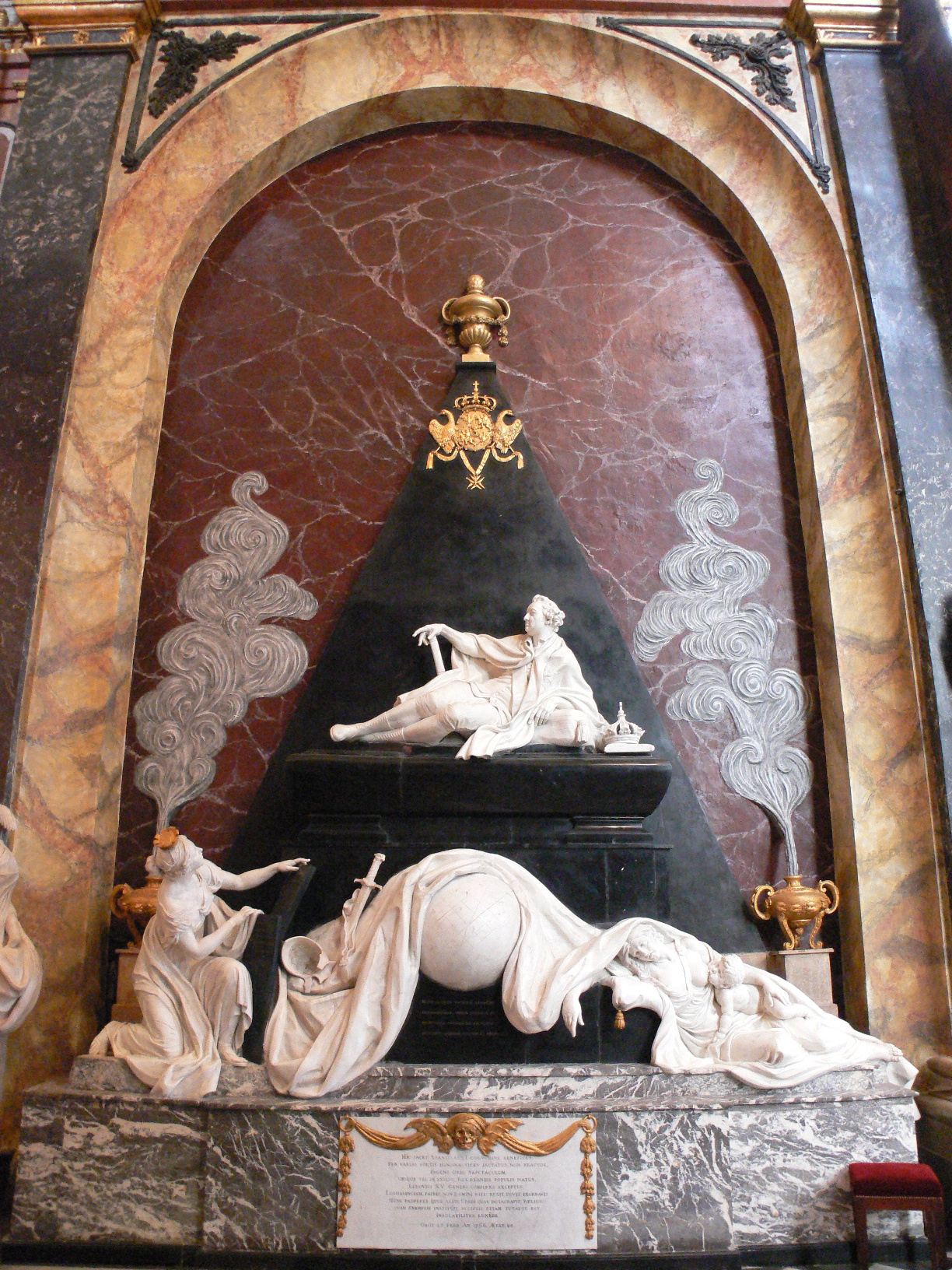
Monument funéraire de Stanislas Leszczynski (1768), église Notre-Dame-de-Bonsecours de Nancy.
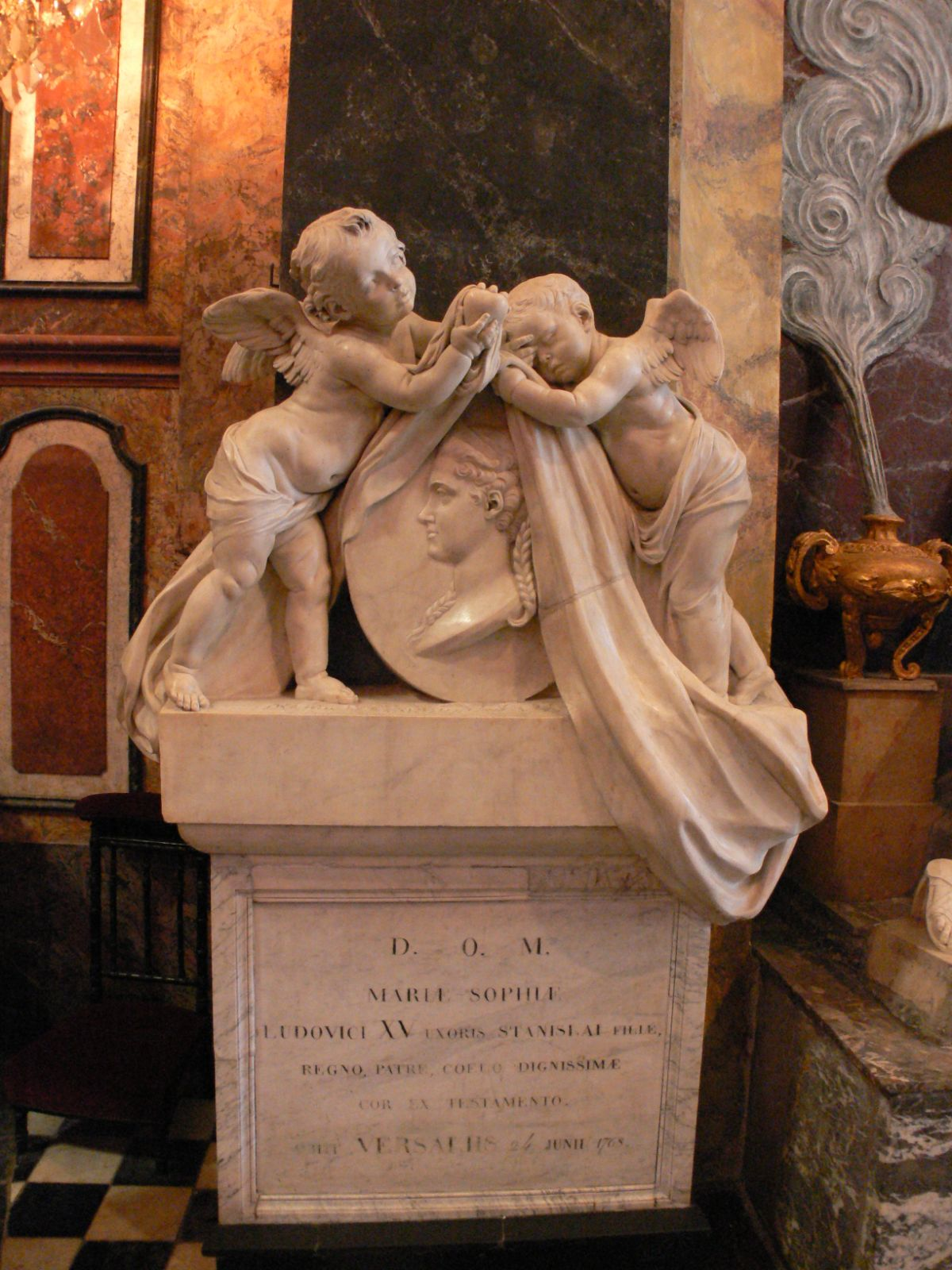
Tombeau du cœur de Marie Leszczynska (1768), église Notre-Dame-de-Bonsecours de Nancy.
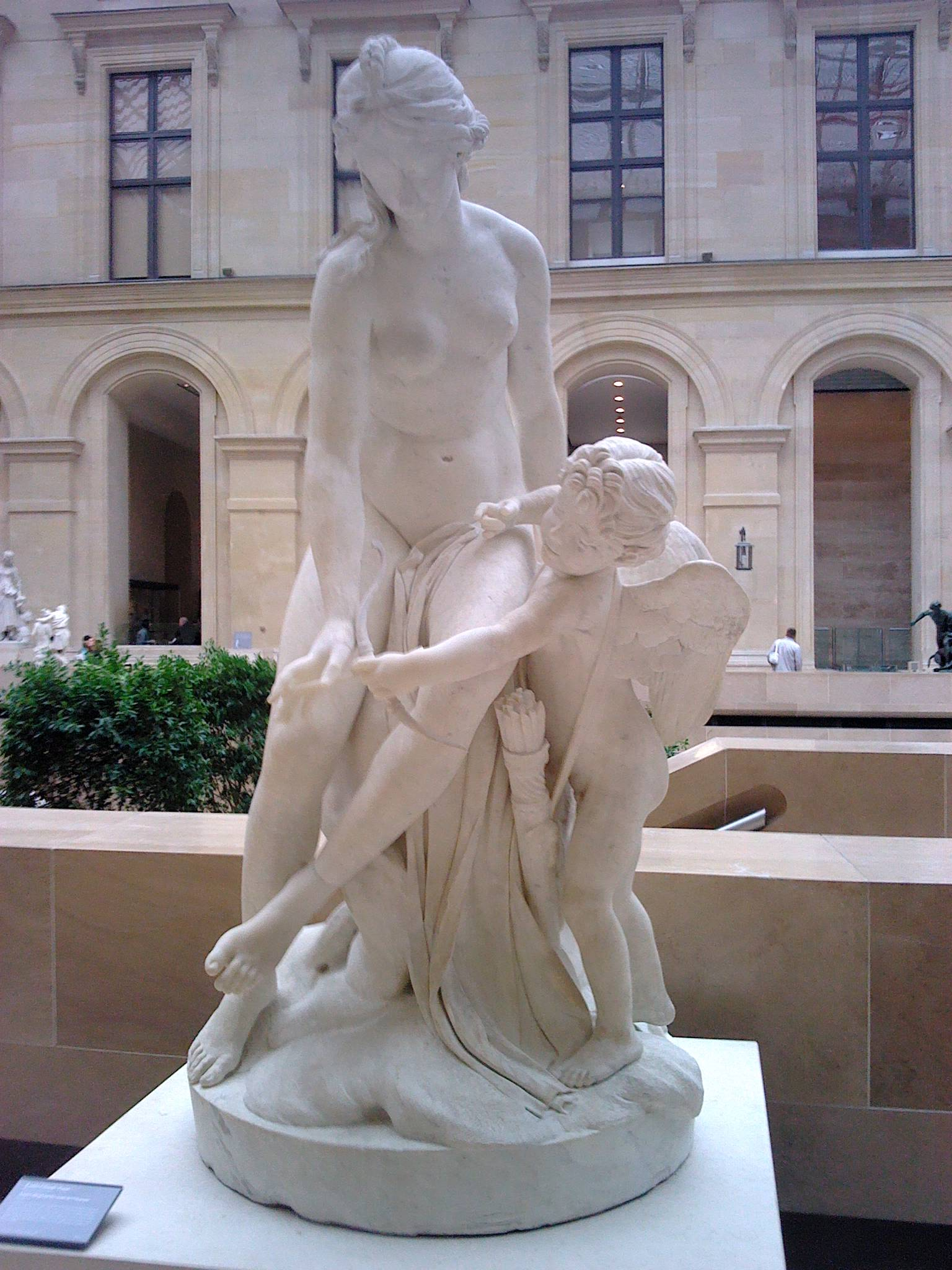
Vénus guidant les traits de l'Amour (1755-1760), Paris, musée du Louvre.